# Донецкий сельский округ

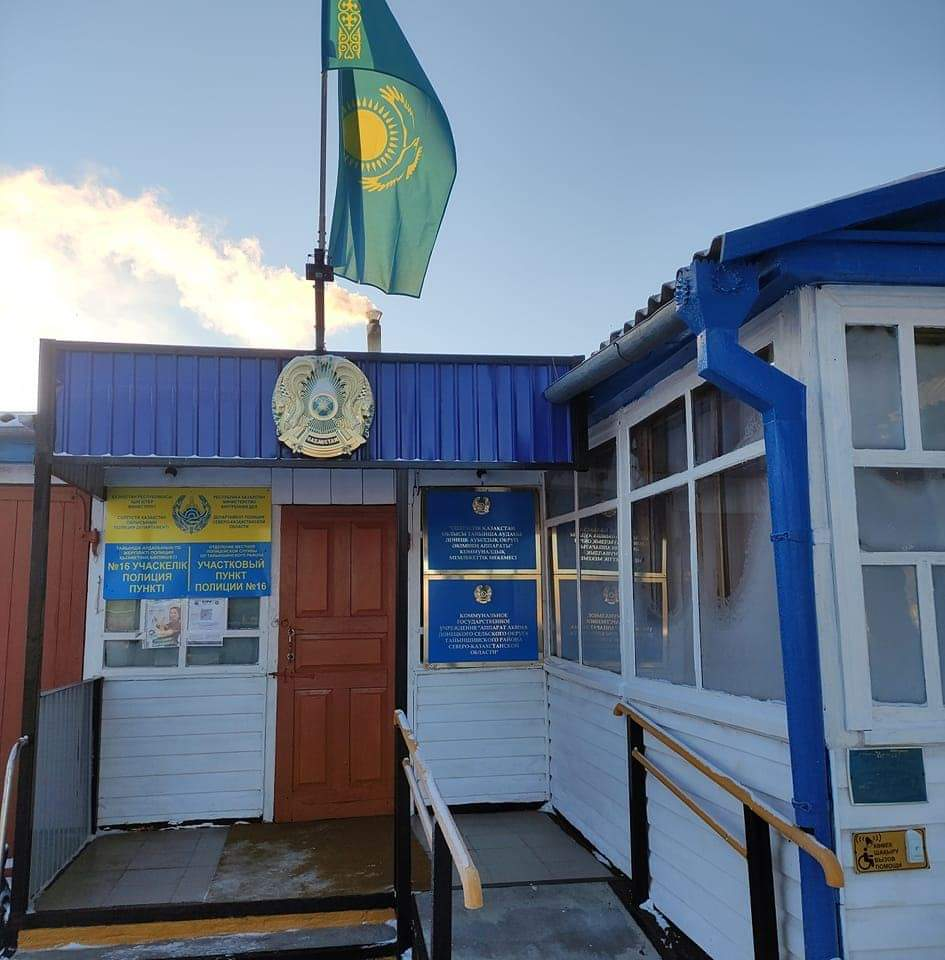
Донецкий сельский округ

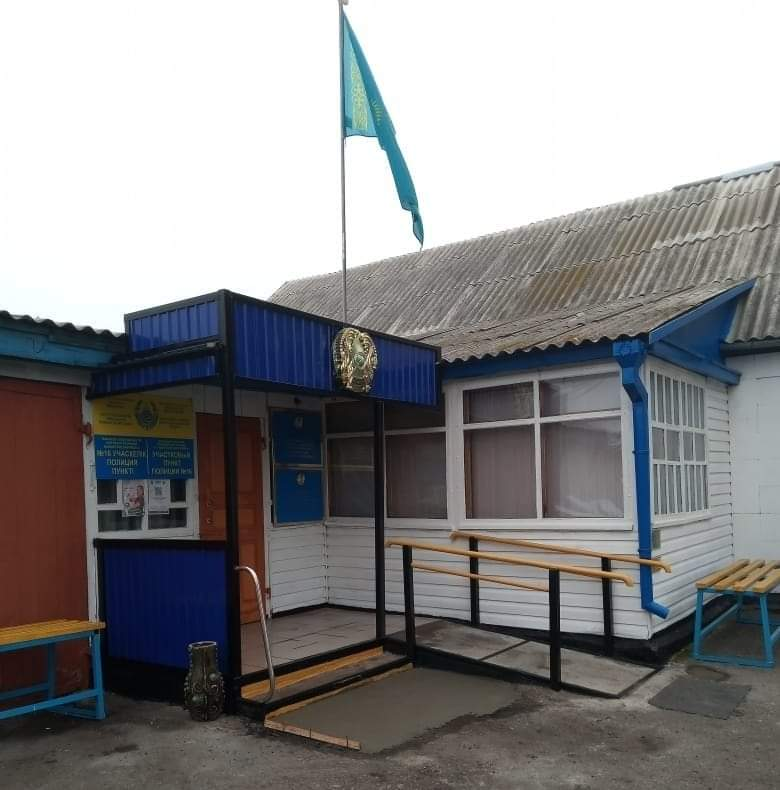
Донецкий сельский округ совмещенный с пунктом полиции

Донецкий сельский округ — административная единица в составе Тайыншинского района Северо-Казахстанской области Казахстана. Центром сельского округа является село Донецкое.

## История
С 1936 по 1993 годы именовался «Донецкий сельский Совет», с 1993 по 1997 годы «Сельская администрация».

## Население

### 2020
На 1 января 2020 года составила 1604 человек, количество дворов 548.
На территории сельского округа расположены 5 населенных пунктов:
| № | Населённый пункт | Численность населения | Количество дворов |
| - | ---------------- | --------------------- | ----------------- |
| 1 | Донецкое         | 539                   | 192               |
| 2 | Озёрное          | 437                   | 150               |
| 3 | Краснокиевка     | 362                   | 121               |
| 4 | Подольское       | 150                   | 39                |
| 5 | Белоярка         | 120                   | 46                |

### 2022
| № | Населённый пункт | Численность населения | Количество дворов |
| - | ---------------- | --------------------- | ----------------- |
| 1 | Донецкое         | 522                   | 180               |
| 2 | Подольское       | 417                   | 150               |
| 3 | Краснокиевка     | 332                   | 113               |
| 4 | Озёрное          | 113                   | 34                |
| 5 | Белоярка         | 77                    | 29                |

Численность населения на 1 июля 2022 года составила 1461 человек, количество дворов 506:

## Избиратели
Количество избирателей на 1 июля 2022 года составила 1054 человек:
- с. Донецкое — 348 человек,
- с. Подольское — 293 человека,
- с. Краснокиевка — 276 человек,
- с. Озерное — 78 человек,
- с. Белоярка — 59 человек[3].

## Национальный состав[1]

### 2020
| другие национальности (в основном поляки) | 1084 человек | 67,58% |
| русские                                   | 191 человек  | 11,91% |
| немцы                                     | 145 человека | 9,04%  |
| украинцы                                  | 135 человек  | 8,42%  |
| казахи                                    | 49 человека  | 3,05%  |

### 2022
| другие национальности (в основном поляки) | 972 человек | 66,5% |
| русские                                   | 184 человек | 12,6% |
| немцы                                     | 124 человек | 8,5%  |
| украинцы                                  | 119 человек | 8,2%  |
| казахи                                    | 62 человек  | 4,2%  |

## Категории людей
В округе проживает следующие категории людей: пенсионеры – 286, инвалиды – 37, малоимущие семьи – 0, многодетные семьи — 8, участники ликвидации аварии Чернобыльской АС – 1, участники ВОВ и воины-интернационалисты — нет.

## Население по категориям
В Донецком сельском округе работает 5 государственных служащих, 367 сельхоз. работников, 124 работника образования и здравоохранения, 20 предпринимателя, 7 безработных, 108 студентов, 209 самозанятых.

## Сельское хозяйство
Поголовье численности КРС – 2993 голов, в том числе коров 1716 голов, свиней – 3759 голов, овец и коз — 2022 головы, лошади – 432 голов, птицы – 7089 голов.

## Образование
В 2021-2022 учебном году числилось 188 учащихся, сеть учреждений образования представлена 3 школами с русским языком обучения. Донецкая СШ — 101 учащихся, Краснокиевская ОШ — 45 учащихся, Подольская ОШ — 42 учащихся. Работает 3 мини-центра: в том числе 2 — с не полным дневным пребывания (Подольская ОШ, Краснокиевская ОШ) и 1 — с полным дневным пребывания (Донецкая СШ), в них 26 детей.

## Здравоохранение
Лечебная сеть округа представлена 5 медицинскими пунктами.
В округе телефонизированы все медицинские пункты.
Работает 6 медицинских работника.

## Культура
По сельскому округу функционирующих культурно-досуговых центров не имеется. Имеются сельская библиотека в селе Донецкое с книжным фондом – 13,461 тыс. экземпляров.

## Предпринимательство
В настоящее время в округе зарегистрировано 38 субъектов малого бизнеса, в том числе 9 товариществ с ограниченными возможностями, 22 индивидуальных предпринимателя, 7 крестьянских и фермерских хозяйств.

## Налоги с физических лиц
- земельный налог: 22 303 тг.,
- имущественный: 17 317 тг.,
- транспортный: 1 972 264 тг..[4]